# Victor’s Bau + Wert
Die Victor’s Bau + Wert AG mit juristischem Sitz in Berlin und Verwaltungssitz in Saarbrücken ist die Führungsgesellschaft und oberste Konsolierungsebene der durch Hartmut Ostermann gegründeten Victor’s-Unternehmensgruppe, die in den Bereichen Seniorenbetreuung, Hotellerie und Verlagswesen aktiv ist.
Unter den Namen Pro Seniore betreibt die Unternehmensgruppe (Stand 31. Dezember 2019) rund 120 Seniorenheime sowie Tagespflegestellen und Ambulante Betreuungsdienste. Insgesamt 14 Hotels werden unter der Marke Victor’s Residenz Hotels deutschlandweit geführt, darunter das 5-Sterne-Haus Schloss Berg im saarländischen  in Perl-Nennig. Teil des Hotels Schloss Berg ist das mit drei Michelin-Sternen ausgezeichnete Restaurant Victor’s Fine Dining bei Christian Bau. Des Weiteren gehört zur Gruppe die Forum Agentur für Verlagswesen, Werbung, Marketing und PR GmbH in Saarbrücken, die unter anderem die Wochenzeitschrift Forum herausgibt. Der Name Victor's kommt von dem "Sieger", da sich jeder Gast/Bewohner etc. und auch jeder Mitarbeitende wie ein Sieger fühlen soll.